# Arent Roggeveen

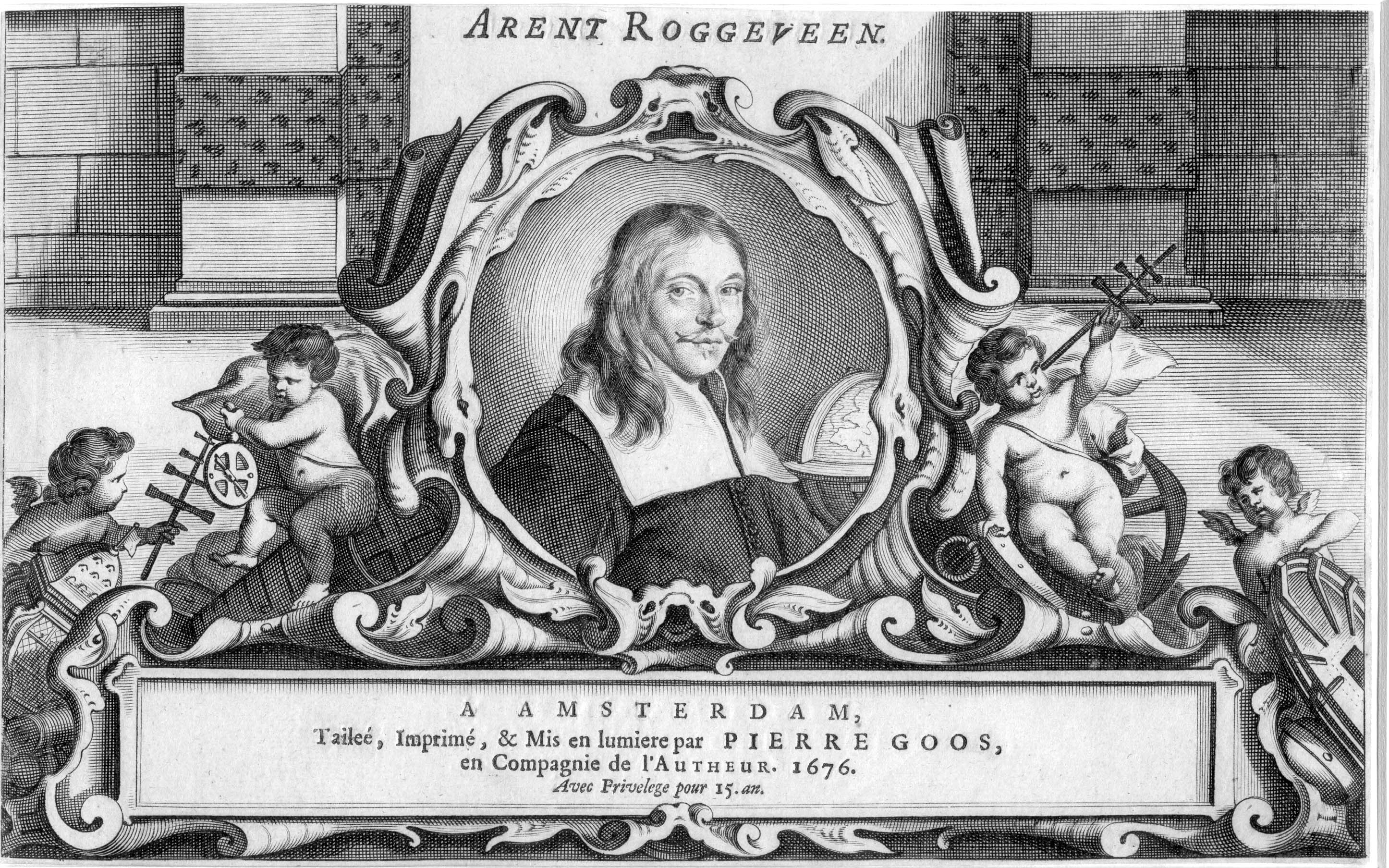
Arent Roggeveen, 1676 (collectie Marinemuseum, Den Helder)

Arent Roggeveen (Delfshaven, eerste helft 17e eeuw – begraven Middelburg, 27 november 1679) was een Nederlands cartograaf, aardrijkskundige, wiskundige, sterrenkundige, zeevaartkundige en letterkundige. Hij schreef een treurspel in dichtvorm, gedichten en vervaardigde een atlas en prentenboeken met geografische en sterrenkundige informatie. Hij was leraar van beroep en gaf les in wiskunde, sterrenkunde, aardrijkskunde en zeevaartkunde. Tevens was hij proever van wijn en sterke drank. Hij was lid van het rederijkersgenootschap Bloemken Jesse.

## Biografie
Arent Roggeveen trouwde met Maria Storm en zij kregen drie zoons. Het gezin woonde in de Giststraat in Middelburg. Roggeveen verbaasde zich erover dat men zo weinig kennis had van de Stille of Zuidzee; hij bleef denken aan Terra Australis incognita (Onbekende Zuidland). Hij zag er vele mogelijkheden in; nieuwe handelswegen, waaruit nieuwe bronnen van levendig vertier, winst en welvaart konden ontspringen.
Geboren te Delfshaven, hoewel zijne familie meest te Bleiswijk woonde, kwam omstreeks 1658 als schoolmeester te Middelburg, waar hij later als landmeter en gonseerder (gaugier) of roeier van wijnen en sterke dranken, werkzaam was, door welke voordeelige ambten hij een bemiddeld man werd .

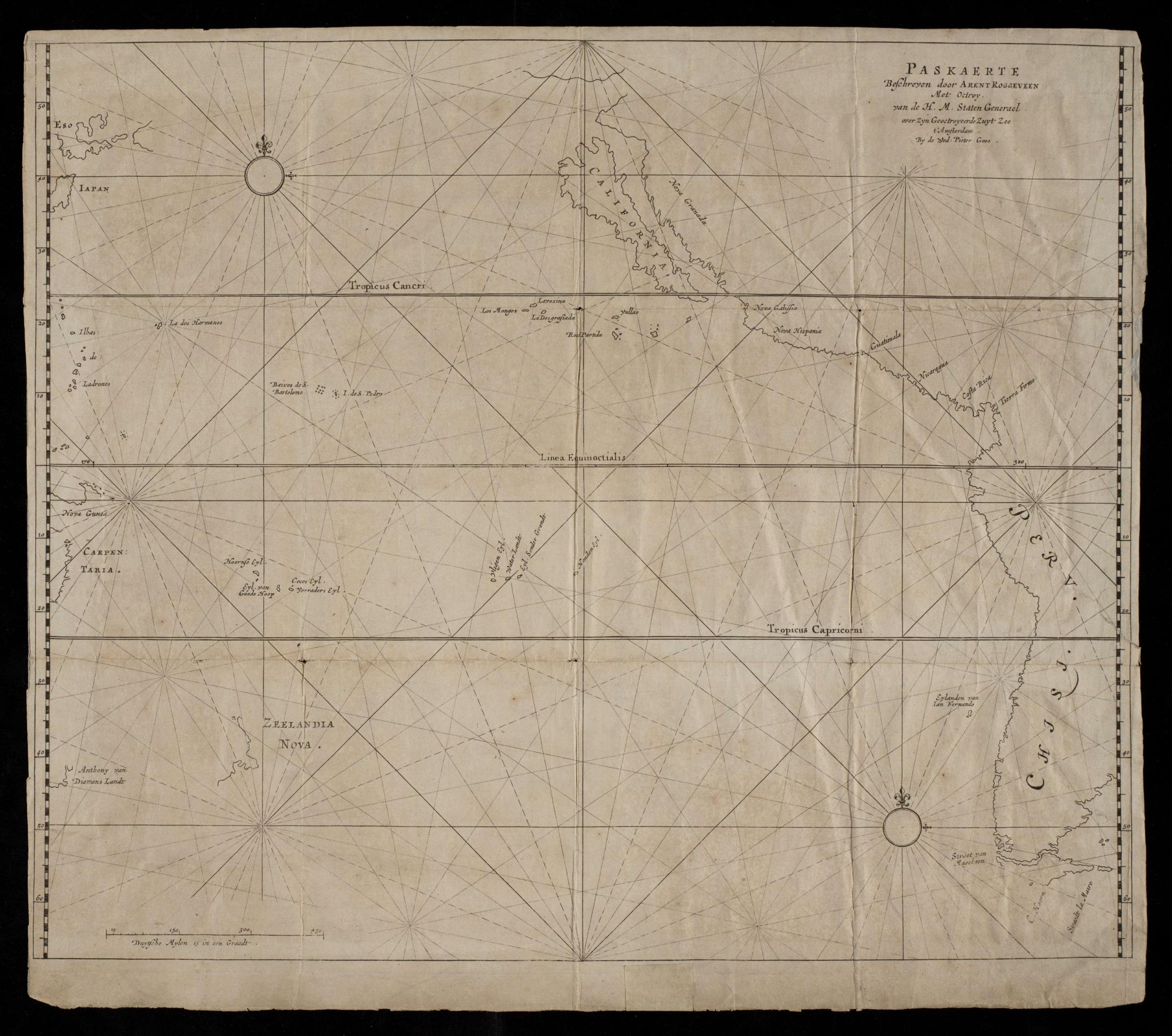
Paskaerte Beschreeven door Arent Roggeveen. Met octroy van de H.M. Staten Generael over zyn geoctroyeerde Zuyt-Zee.
1676.
Collectie Nationaal Archief, 's-Gravenhage

Rond 1670 vroegen de Zeeuwse VOC-bestuurders of Roggeveen in het geheim zeekaarten voor hen wilde tekenen in de functie van landmeter. In 1671 werd hij door Zeeuwse kooplieden aangemoedigd om een plan te maken voor de exploratie van het Onbekende Zuidland. Pas in 1673 kwam het tot een 'request' aan de Prins van Oranje, met verzoek om ontslag te mogen hebben van de verbeurte van schip en goederen. Daar volgens het octrooi van de West-Indische compagnie, op 28 september 1674, die limieten werkelijk waren ingekort, en daardoor de vaart op de Zuidzee voor alle ingezetenen dezer landen was opengesteld, vervoegden zij zich op 20 november 1675 bij request aan de Staten-Generaal, met verzoek van octrooi voor 20 jaren, om alleen en met seclusie van alle anderen de Zuidzee te mogen bevaren tussen de Straat van Magellaan en Nieuw-Guinea. Dit request werd ter handen van de West-Indische Compagnie gesteld. Op 22 september 1676 werd het verzoek toegestaan, Roggeveen kreeg zijn octrooi. Hij legde bijzonderheden hieromtrent vast in het werk Voorlooper op 't octrooi van H.M. Heeren Staten-Generaal, verleent aan Arend Roggeveen en zijne medestanders over de Australische zee, ofte beter geseght het onbekende gedeelte des werelts, gelegen tusschen de Meridiaan der strate Maggellanes Westwaerts tot de Meridiaen van Nova Guinea soo Noordwaerts als Zuidwaerts; mitsgaders de articulen waernaer een yder, die eenige sommen geldts inteeckent, hem sal hebben te reguleren; beneffens een kaerte van 't selfde district. Vermoedelijk is het niet gelukt om de kosten voor de expeditie bijeen te krijgen, de reis kwam er niet van en Arent Roggeveen stierf in november 1679 zonder zijn vurigste wens te hebben gerealiseerd. Zijn zoon Jacob Roggeveen zou de reis wel maken in 1721-1722.

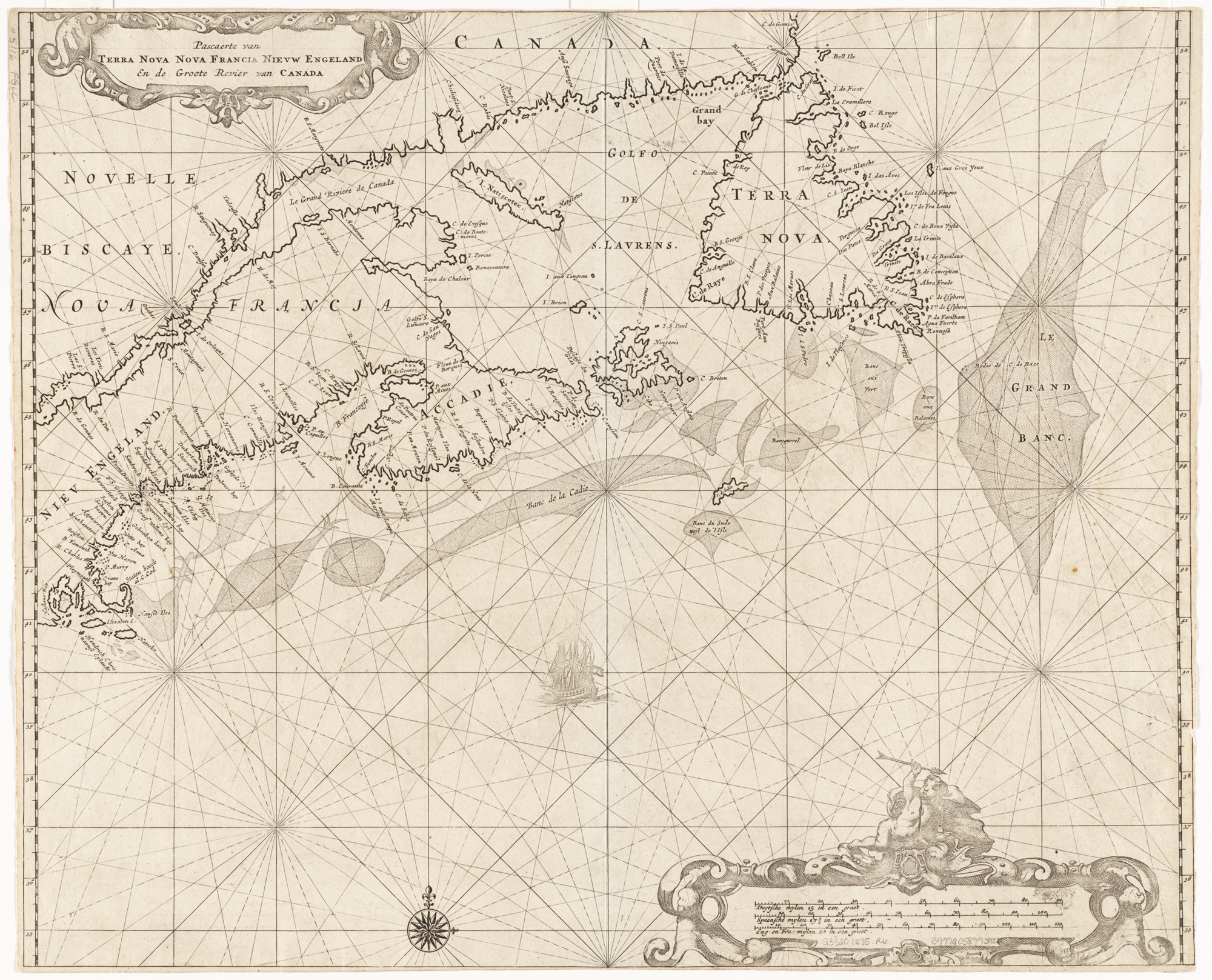
Arent Roggeveen
1675
Paskaert van Terra Nova, Nova Francia, Nieuw Engeland En de Groote Revier van Canada.

Tien jaren te voren had hij te Middelburg uitgegeven „Het nieuwe : droevige nachtlicht ontstoken door Gods toorn en vertoond op den aardkloot in een komeet of staartsterre van 15 Dec. 1664 tot 9 Februari 1665, waarin wordt aangewezen de wonderlijke loop derzelve. Beschreven door Arend Roggeveen, liefhebber der mathesis, professie doende in dezelfde kunst tot Middelburg in Zeeland" Men bemerkt dat de bekwame wiskundige, evenals later zijn zoon, de gaaf miste, zich in eenvoudigen vorm uit te drukken. Van zijne vele dichtstukken zijn uitgegeven : „Het Statenhof en der zeehelden bazuin, geblazen over de victorie, bevochten op den II, 1 2, 13 en 14 Juni 1666." Middelburg. — „De Zeeuwsche Mercurius en kransdragers met gedichten uitgebeeld; aan de zeehelden gebleven voor 't Vaderland in den Zeeslag in de Noordzee op 4 Augustus 1666." Vlissingen 1666. — „Het Nederlandsche Treurspel, zijnde de verkrachte Belgica, vertoonende de onheilen daarin voorgevallen sedert den 25 October 1555 tot 10 Juli 1584. Vertoond op 't Edel Redenhof binnen Middelburg." Middelburg 1669; een dichtstuk ten deele gevolgd naar het oorspronkelijke van Samuel Bollaert. — Ook schreef Roggeveen onder het portret van Wilhelmus Momma een veertienregelig gedicht, waarin hij zich een vurig aanhanger toont der leerbegrippen van genoemden predikant.
Arend Roggeveen overleed in zijne woning in de Giststraat in November 1679 liet uit zijn huwelijk met Maria Storm drie kinderen na: Jan Roggeveen, gonseerder en aanzienlijk koopman te Middelburg, overleden in 1723, getrouwd eerst met Maria Keskes, overleden 1702 en als weduwnaar met twee kinderen met Judith d'Assonville. De dochter, Maria Jansdr., huwde met Adriaan Pille, waaruit een zoon Michiel Adriaansz. Pille, en als weduwe met den wijnhandelaar Jean Carré. Een zoon, Arend Jansz» Roggeveen, geboren omstreeks 1684, werd koopman te Middelburg. Hij trouwde in den Haag met Johanna Martin (overleden te Middelburg in 1728) waaruit een zoon Johannes Roggeveen, geboren in den Haag in 1719, die de eenige erfgenaam van zijn oudoom Mr. Jacob Roggeveen was.

## Nakomelingen
Roggeveen had drie zonen. De jongste was Jacob Roggeveen (1659 – 1729), hij ontdekte Paaseiland op 5 april 1722. Het werd Paaseiland genoemd omdat hij het eiland op Eerste Paasdag ontdekte. Bij aankomst te Batavia echter, werd hij gevangengenomen door de Vereenigde Oostindische Compagnie. Zijn schepen en de lading werden in beslag genomen; de lading werd verkocht. Na verloop van tijd zag de VOC haar fout in, vergoedde de schade en liet de bemanning vrij.

## Werken
Arent Roggeveen maakte onder meer de volgende werken:
- Het nieuwe droevige nachtlicht ontsteken door Gods toren, ende vertoont op de Aardtkloot in een comeet ofte steersterre, den 15 van Winterm. 1664 tot den 9 van Sprokkelm. 1665, uitgegeven door Thomas Berry, Middelburg, 1665.
- Het Statenhof en der zeehelden bazuyn uytgeblasen over de Victorye bevochten op den 11, 12 13 en 14 Junij 1666, uitgegeven te Middelburg, 1666.
- Den Zeeuwschen Merkurius, en kransdrages, met gedachtenuytgebeelt aen de overleden zeehelden gebleven voor 't Vaderlandt. In de zeeslag voorgev. in de Noort-zee op den 4 Aug. 1666, uitgegeven door Joh. van den Eede, Vlissingen, 1666.
- 't Nederlandtsche treurspel, synde de verkrachte Belgica vertoonende d'onheylen voorgevallen 't sedert den 25 van Wijnm. 1555 tot den 10 van Hooim. 1584, uitgegeven door Pieter van Goetthem, Middelburg, 1669.
- Het brandende veen', hierin werden alle vaste kusten en de eilanden van geheel de W.I. opgenomen, uitgegeven door Pieter Goos, Amsterdam, 1675 en in 1687 door Jacob Robijn.
- Voorlooper op 't octroy, van de hoog. mog. heeren Staten Generael, verleent aen Arent Roggeveen en sijn medestanders over de Australisse zee ofte beter geseght het onbekende gedeelte des werelts, gelegen tusschen de meridiaen der Strate Magalanes westwaert, tot de meridiaen van Nova Gunea, soo noordtwaert als zuydtwaert. Mitsgaders de articulen waer naer een yder die eenige somme gelts inteeckent hem sal hebben te reguleren; beneffens een kaerte van 't selfde district', uitgegeven door prof. P. van Goetthem, Middelburg, 1676.
- Het Eerste Deel van het Brandende Veen verlichtende alle de vaste Kust ende Eylanden van geheel West-Indien beginnende van de linie aequinoctiael, ofte rio Amasones, 1675?